# Любомир Левицький
Любоми́р Леви́цький (ім'я при народженні Кобильчук Любомир Васильович, нар. 17 вересня 1980, Верховина, Івано-Франківська область) — український кінорежисер, сценарист, продюсер та спікер. Режисер першого українського трилера «Штольня». Автор документального фільму про 3 окрему штурмову бригаду “Ми були рекрутами”. Працює над фільмом “Кіллхаус”, що вийде в кінці 2025 року. 

## Життєпис

### Ранні роки. Освіта
Народився 17 вересня 1980 року в карпатському містечку Верховина, де провів дитинство і шкільні роки. Навчався у Верховинській загальноосвітній школі. Закінчив історичний факультет Чернівецького університету за спеціальністю «історик-археолог».
На другому курсі університету взяв академвідпустку та поїхав до Парижу, а потім у Німеччину, де протягом деякого часу працював і навчався в кіношколі. Саме в Німеччині він почав писати перші сценарії для музичних та рекламних роликів.

### Кар'єра

#### Кінематограф

##### Художнє та документальне кіно
Повернувшись до України у 2004 році, Любомир прийняв пропозицію свого друга Олексія Хорошка стати режисером першого українського молодіжного трилеру «Штольня». Фільм, який став його дебютом у повнометражному кіно й був знятий у 2004 році, вийшов в український прокат у 2006 році. Фільм мав велику нестандартну промокампанію та приніс режисерові визнання національного рівня. Цей кінематографічний шедевр має суттєвий вплив на український кінематограф. Після перегляду фільму дітьми тодішнього президента України Віктора Ющенка, було ініційовано закон про дубляж українською мовою 2007 року. Діти були настільки, глибоко вражені якістю, майстерністю та підходом до виробництва, що показали його батьку. Батько, як сумлінний кінолюбитель та президент ініціював закон про дубляж. Так «Штольня» стала культовим кінопродуктом в історії України, а її рядки (Спочатку було весело, прикольно,а потім стало страшно й больно) наспівуються досі в дворах, будинках культури та просто за сімейними вечорами на кухні.
У 2007 році вийшов російськомовний короткометражний фільм Левицького «20 доларів» (рос. 20 доларов), а двома роками по тому — у 2009 році — побачив світ російськомовний короткометражний фільм «Обійми мене» (рос. Обними меня).
У 2013 році в український прокат вийшов перший повнометражний російськомовний фільм Левицького «Ломбард» (рос. Ломбард). У тому ж 2013 році — також другий повнометражний україномовний фільм режисера «Тіні незабутих предків». Фільм «Тіні незабутих предків» став справжнім хітом, мав значний фінансовий успіх і зумів окупити свій кошторис в кінопрокаті. Проте творці вважали, що через початок Євромайдану наприкінці 2013 року стрічка все ж не встигла добрати всю можливу кінопрокатну касу.
У 2013 році Любомир як режисер долучився до створення російськомовного фільму «Вартовий шляху» (рос. Хранитель пути), фільмування якого тривало два з половиною місяці й проходили переважно у Казахстані та кілька днів в Україні (у Львові та Харкові). Сюжет фільму базувався на романі Каріни Сарсєнової. Однак згодом стрічку так і не було оприлюднено. А авторка роману-першоджерела Каріна Сарсєнова стверджувала в інтерв'ю 2019 року, що затримка з виходом фільму у прокат спричинена тим, що субпідрядник виробництва фільму нібито вкрав значну частку коштів, виділених на кіновиробництво, тож багато часу було втрачено на спроби повернути кошти через суди.
В 2016 році Любомир зняв молодіжну комедію «SelfieParty», промокампанія та кастинг якої були проведені із застосуванням онлайн технологій, що змінило підхід до відбору акторів та роботи кіномаркетингу в Україні.
В 2017-му Любомир тимчасово переїхав до Лос-Анджелесу, де до 2019 року займався розвитком проєктів кількох своїх потенційних голлівудських дебютів. Зокрема — англомовних фільмів «Чорна п'ятниця» (англ. Black Friday) та «Скелет у Шафі» (англ. Sceleton in the closet). Які, однак, згодом були скасовані на етапі написання сценарію.
У 2019 році Левицький повертається в Україну з США і береться за зйомки повнометражного фільму «Скажене весілля 3», який 2021 року вийшов в український прокат. До появи фільму «Скажене весілля 3» Любомир Левицький був сценаристом та режисером всієї своєї попередньої фільмографії.
У 2021 році Левицький розробляє проєкт англомовного фільму про супергероя «Капітан Україна». Левицький створив спеціальний Youtube канал та вебсайт «Капітан Україна», де фанати режисера могли спостерігати за всіма етапами створення кінопроєкту. 24 лютого мала бути офіційна презентація і відкриття кастингу для акторів. Проєкт було поставлено на паузу у 2022 році через російсько-українську війну.
В жовтні 2022 року на YouTube створив мілітарний влог Знімай Стріляй / Shoot Shoot. Серед гостей були: бійці 3 ОШБр, бійці Міжнародного легіону, бійці Грузинського легіону, снайпер з ГУР, пілот винищувача МіГ-29, американські добровольці та інші.
У грудні 2022 року на YouTube відбулася прем'єра документального короткометражного фільму «Йди за мною», знятого Левицьким. Фільм розповідає про рятувальну операцію ЗСУ в Ізюмі улітку 2022 року.
2 травня 2024 року в кінотеатрах відбулася прем'єра документального повнометражного фільму «Ми були рекрутами», знятого Левицьким. Прокатом фільму опікується кінодистриб'юторська компанія B&H Film Distribution Company. Фільм розповідає про добровольців 3 ОШБр.
7 листопада 2024 року випустив перший тизер фільму "Кіллхаус", за участю ГУР та 3 ОШБр.

##### Українське дублювання
Започаткувавши фільмом «Штольня» успішне комерційне україномовне кіно, Любомир також був одним із піонерів дублювання іноземного кіно українською мовою. У 2006 році він став режисером україномовного дубляжу данського анімаційного фільму «Теркель і Халепа».
Окрім того, Левицький був одним з прибічників та поширювачів методики україномовного передублювання фільмів, знятих українською в оригіналі (оскільки, за задумом Левицького, це б «створювало голлівудський ефект»). Зокрема таке україномовне передублювання фільмів, знятих українською мовою, було зроблене Левицьким для його фільмів «Штольня» (2006, дубляж студії Pteroduction Sound), «Тіні незабутих предків» (2013, дубляж студії Le Doyen Studio) та «SelfieParty» (2016, дубляж студії Postmodern Postproduction). Коментуючи у 2013 році рішення передублювати українською фільм «Тіні незабутих предків», творці зазначали, що «український дубляж піде лише на користь стрічці, оскільки актори зможуть краще передати настрої та інтонації у звукозаписуючій студії, ніж під час безпосереднього знімального процесу». А коментуючи у 2016 році рішення передублювати українською фільм «SelfieParty», творці зазначали, що «дубляж додає ефект американського кіно, адже [українці] звикли слухати фільми саме з таким голосом [з дубляжу]».
Аналізуючи методику Левицького (передублювання своїх фільмів українською у пост-продакшені) для створення голлівудського ефекту, кінокритик Олена Дьоміна на прикладі фільмів «Штольня» та «Тіні незабутих предків» зауважила, що такий спосіб можливо став одним із чинників комерційної успішності фільмів Левицького. Адже, використовуючи його, Левицький зображує у цих фільмах «світ, що не маркований як український. Студенти у його фільмах хоч і українські, проте на їхнє українське походження не вказує нічого, окрім мови, якою вони розмовляють. Ба більше, звукові доріжки обох фільмів звучать як дубляж, тобто переклад, немов фільми знімали іншою мовою, а українською їх переозвучили».

#### Реклама і музичні кліпи
На додачу до комерційного кінопрокатного кіно Любомир Левицький від початку своєї кінокар'єри знімає музичні кліпи для багатьох українських митців, а також є затребуваним на рекламному ринку.
Любомир зняв музичні кліпи для таких виконавців, як Потап, NewZCool, Квінс, ЮГО, XS, Віталія Козловський, Наталя Морозова, Камалія, Інна Воронова, Ольга Юнакова, EL Кравчук, 95 кварталу, Transylvania Damn Fun тощо.
У 2017 році Левицький разом з румунським колективом Transylvania Damn Fun, Vlad Damian та Constantine Zgomot зняв відео на їх першу та єдину україномовну пісню «WTF». Реліз музичного відео до україномовної версії треку WTF (Ukrainian mix) відбувся 28 серпня 2017 року.
У царині реклами Левицький знімав рекламні ролики для таких брендів як Chipsters, Fragolino та сухариків «Флінт».

#### Некомерційні та освітні проєкти
На додачу до комерційної кінокар'єри Любомир Левицький також є ініціатором таких проєктів, як «Голлівуд зсередини» (освітній проєкт, що складається з серії майстер-класів від голлівудських майстрів) та «Дай шанс мрії» (антипіратський проєкт, направлений на скорочення піратства в країні, підтриманий Посольством США в Україні та альянсом «Чисте Небо»).
Любомир також є мотиваційним спікером на тему режисури, продюсування та мотивації. Він регулярно читає лекції та проводить майстер-класи по всій країні для фільммейкерів-початківців та людей з креативної сфери.

## Фільмографія
У переліку наведено зняті кінострічки Левицького. Однак також він має кілька скасованих кінопроєктів. Зокрема, це повнометражна художня стрічка «Вщент» (англ. Smash) тощо.
| Рік        | Тип                    | Назва українською      | Оригінальна назва            | Зазначений у титрах як | Зазначений у титрах як | Зазначений у титрах як | Зазначений у титрах як | Примітки |
| Рік        | Тип                    | Назва українською      | Оригінальна назва            | Режисер                | Сценарист              | Продюсер               | Інше                   | Примітки |
| ---------- | ---------------------- | ---------------------- | ---------------------------- | ---------------------- | ---------------------- | ---------------------- | ---------------------- | --- |
| 2004       | анімаційний фільм      | Теркель і Халепа       | дан. Terkel i knibe          | Н/Д                    | Н/Д                    | Н/Д                    | Так                    | Режисер україномовного дубляжу; у титрах зазначений як Любомир Кобильчук-Левицький                                          |
| 2006       | повнометражний фільм   | Штольня                |                              | Так                    | Так                    | Ні                     | Н/Д                    | Перша дебютна повнометражна художня стрічка; у титрах зазначений як Любомир Кобильчук                                       |
| 2007       | короткометражний фільм | 20 доларів             | рос. 20 долларов             | Так                    | Так                    | Так                    | Н/Д                    | Російськомовний короткометражний фільм знятий в Україні                                                                     |
| 2009       | короткометражний фільм | Обійми мене            | рос. Обними меня             | Так                    | Ні                     | Ні                     | Н/Д                    | Російськомовний короткометражний фільм знятий в Україні                                                                     |
| 2013       | повнометражний фільм   | Ломбард                | рос. Ломбард                 | Так                    | Так                    | Ні                     | Н/Д                    | Російськомовний повнометражний фільм знятий в Україні; для українського прокату зробили україномовний дубляж                |
| 2013       | повнометражний фільм   | Тіні незабутих предків |                              | Так                    | Так                    | Ні                     | Н/Д                    | Україномовний повнометражний фільм знятий в Україні для українського прокату                                                |
| 2016       | повнометражний фільм   | #SelfieParty           |                              | Так                    | Ні                     | Ні                     | Н/Д                    | Україномовний повнометражний фільм знятий в Україні для українського прокату                                                |
| 2021       | повнометражний фільм   | Скажене весілля 3      |                              | Так                    | Ні                     | Ні                     | Н/Д                    | Україномовний повнометражний фільм знятий в Україні для українського прокату                                                |
| 2022       | документальний фільм   | Йди за мною            |                              | Так                    | Ні                     | Ні                     | Н/Д                    | Україно-російськомовний документальний короткометражний фільм знятий в Україні                                              |
| 2024       | документальний фільм   | Ми були рекрутами      |                              | Так                    | Ні                     | Ні                     | Н/Д                    | Україномовний документальний повнометражний фільм знятий в Україні                                                          |
| 2025       | повноматражний фільм   | Кіллхаус               | Killhouse                    | Так                    | Так                    | Ні                     | Н/Д                    | Україномовний художній повнометражний фільм знятий в Україні                                                                |
| Скасований | повнометражний фільм   | Вартовий шляху         | рос. Хранитель пути          | Так                    | Ні                     | Ні                     | Н/Д                    | Російськомовний фільм знятий в Казахстані у 2013 році; проєкт не був завершений й відзнятий фільм так і не було оприлюднено |
| Скасований | повнометражний фільм   | Капітан Україна        | англ. Captain Ukraine        | Так                    | Так                    | Так                    | Н/Д                    | Англомовний повнометражний фільм; проєкт скасовано у 2022 році через Російсько-українську війну                             |
| Скасований | повнометражний фільм   | Скелет у шафі          | англ. Sceleton in the closet | Так                    | Ні                     | Ні                     | Н/Д                    | Англомовний повнометражний фільм; проєкт було скасовано на етапі написання сценарію                                         |
| Скасований | повнометражний фільм   | Чорна п'ятниця         | англ. Black Friday           | Так                    | Ні                     | Ні                     | Н/Д                    | Англомовний повнометражний фільм; проєкт було скасовано на етапі написання сценарію                                         |

## Нагороди
У квітні 2007 року на «IV Київському міжнародному кінофорумі Україна-2007», який щорічно організовувала компанія Андрія Різоля «ВАВІЛОН», фільм «Штольня» отримав відразу три спеціалізовані премії «25 кадр» — у номінаціях за «найкраще гасло», за «найкращий трейлер» та «найкращий постер». Дистриб'ютор та спонсор фільму «Штольня» компанія «Артхаус трафік» також переміг на цьому кінофорумі в номінації «За розвиток некомерційного кіно».
У 2007 році Любомир Кобильчук нагороджений дипломом за найкращу режисуру російськомовного короткометражного фільму «20 доларів» (рос. 20 доларов) на фестивалі «Мобільне кіно від „Djuice“».
У 2008 році на російському фестивалі рекламних роликів «25 кадр» Любомир Кобильчук зайняв друге місце у номінації «Дебютна режисерська робота» та був визнаний найкращим режисером-дебютантом телевізійних рекламних роликів в СНД за його рекламний ролик для сухариків «Флінт» під назвою «EXTRIM-пачка», де в головній ролі зіграв російський репер Серьога.
У 2020 році Левицький став лауреатом премії «Celebrity Awards 2020» в номінації «Режисер року», яку щорічно вручає ГО ВО «Україна Славетна».

## Родина
Дружина Любомира Наталія Левицька також працює в кіноіндустрії. Була виконавчим продюсером таких проєктів, як «Тіні незабутих предків», «SelfieParty», «Ломбард» тощо, в яких вона співпрацювала зі своїм чоловіком.
У 2010 році у подружжя народився син Захар.
У 2021 році Любомир Левицький разом з дружиною отримали головну сімейну премію України «Родина року».